# Christi-Himmelfahrts-Kathedrale (Timișoara)
Die Christi-Himmelfahrts-Kathedrale (volkstümlich Serbisch-Orthodoxe Kathedrale, rumänisch: Catedrala episcopală ortodoxă sârbă, serbisch-kyrillisch Српска Саборна црква Вазнесења Господњег) liegt an der Piața Unirii der rumänischen Stadt Timișoara und ist die Kathedrale der Serbisch-Orthodoxen Eparchie Temišvar. Der Haupteingang der Kirche weist auf die Parallelstraße, die Strada Emanoil Ungureanu Nr. 14. 
Das im I. Bezirk Cetate gelegene denkmalgeschützte Gebäude ist zusammen mit der Georgskirche im II. Bezirk Fabric (deutsch Fabrikstadt) und der Nicolaikirche an der Piața Avram Iancu im V. Bezirk Mehala eine der drei serbisch-orthodoxen Kirchen der Stadt.
Direkt neben der Kirche liegt das mit üppiger Dekoration verzierte und 1745–1747 im Barockstil erbaute Serbisch-Orthodoxe Bischofsheim, auch Serbisch-Orthodoxes Vikariat genannt.

## Geschichte
1737, (nach anderen Quellen 1728) in der Zeit der Pestplage in der Stadt, brannte die ursprünglich an diesem Ort bestehende serbisch-orthodoxe Kathedrale ab. Die jetzt bestehende Kirche wurde zwischen 1744 und 1748 im barocken Stil im Auftrag des orthodoxen (serbischen) Bischofs Georgie Popowitsch errichtet. Um Platz für die größere Kirche zu gewinnen, wurde ein seit dem 16. Jahrhundert bestehender türkischer Festungswall 1742 geschleift. 1791 wurde die Kirche um die beiden Kirchtürme erweitert. Auffällig ist die klassizistische Fassade mit barocken Elementen zur Ungureanu-Straße hin.
Anfangs wurde die Kirche mit einer kleinen Ikonostase unter Anleitung des Malers Tenețki ausgestattet. Nach deren Veräußerung wurde von Mihailo Ianici  zwischen 1833 und 1836 eine neue Ikonostase aus Holz geschnitzt und mit sechs Ikonen bestückt, die von Constantin Daniel zwischen 1838 und 1843 bemalt wurden. Alexander Tepferer vergoldete 1839 die Holzschnitzereien. 
Die zum Domplatz weisende Außenmauer wurde 1822 errichtet, während das schmiedeeiserne Tor zur Ungureanu-Straße im Jahr 1886 erstellt wurde.
Der Pantokrator und die vier Evangelisten entstanden 1903 als das Werk des Malers Stevan Alexici. Die Ornamente der Kirche wurden von Joseph Habinger entworfen.
Von 1993 bis 1997 wurde die Kirche mit serbischer Unterstützung durch das Wojwodina-Institut aus Novi Sad renoviert.
In der Kirche liegen sieben Bischöfe begraben, und im Kirchenschiff ruhen ebenso einige Honoratioren, die ihr Vermögen der Kirche gestiftet hatten. Bis 1864 wurde die Kathedrale von allen orthodoxen Gläubigen der Stadt besucht. Rumänisch-Orthodoxe und Serbisch-Orthodoxe Gläubige sind heute zu Gottesdiensten in der Kirche gleichermaßen willkommen.
1964 wurde die Kirche in die Liste der Kulturdenkmäler aufgenommen.

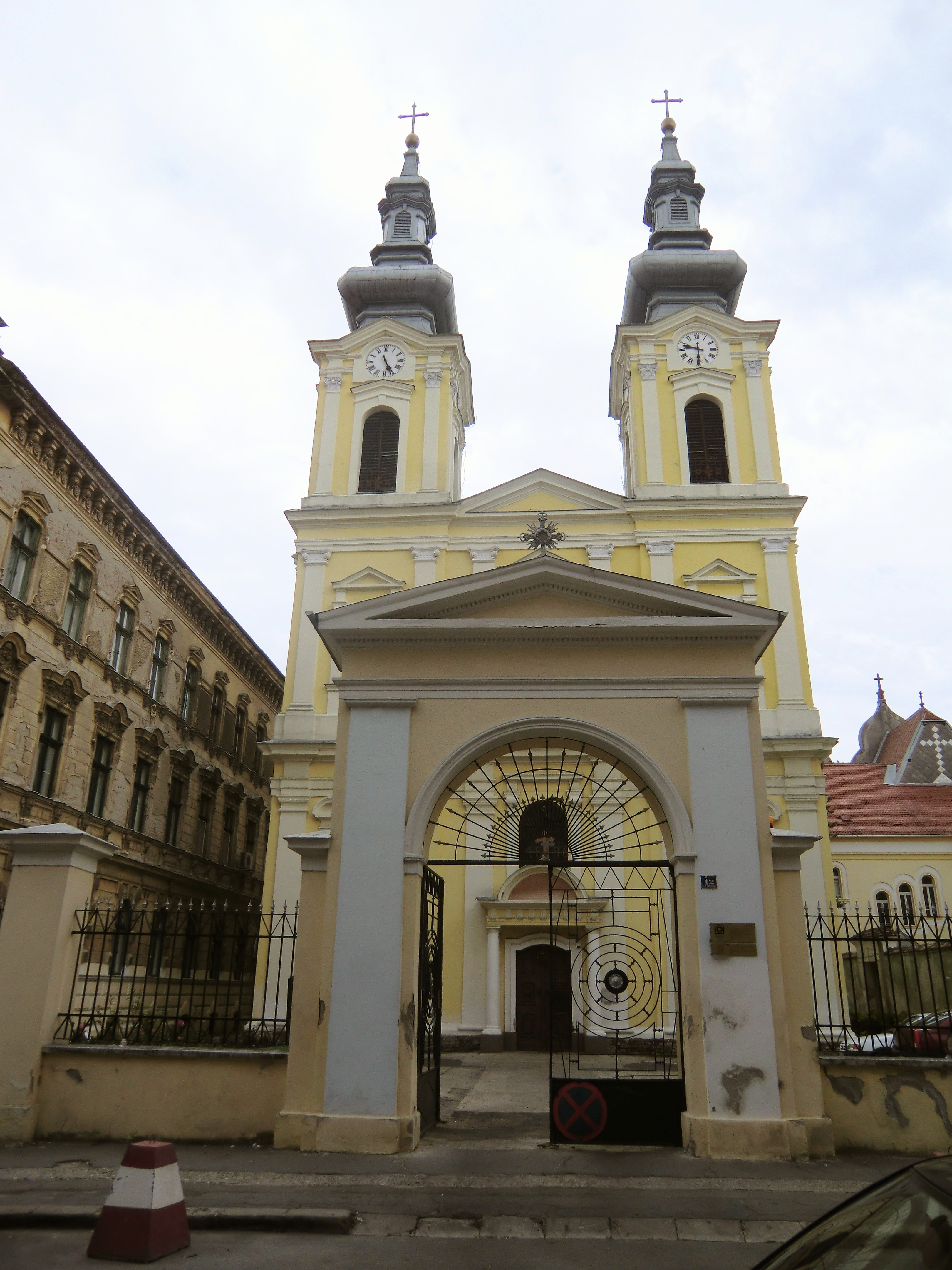
Kathedrale, 2010
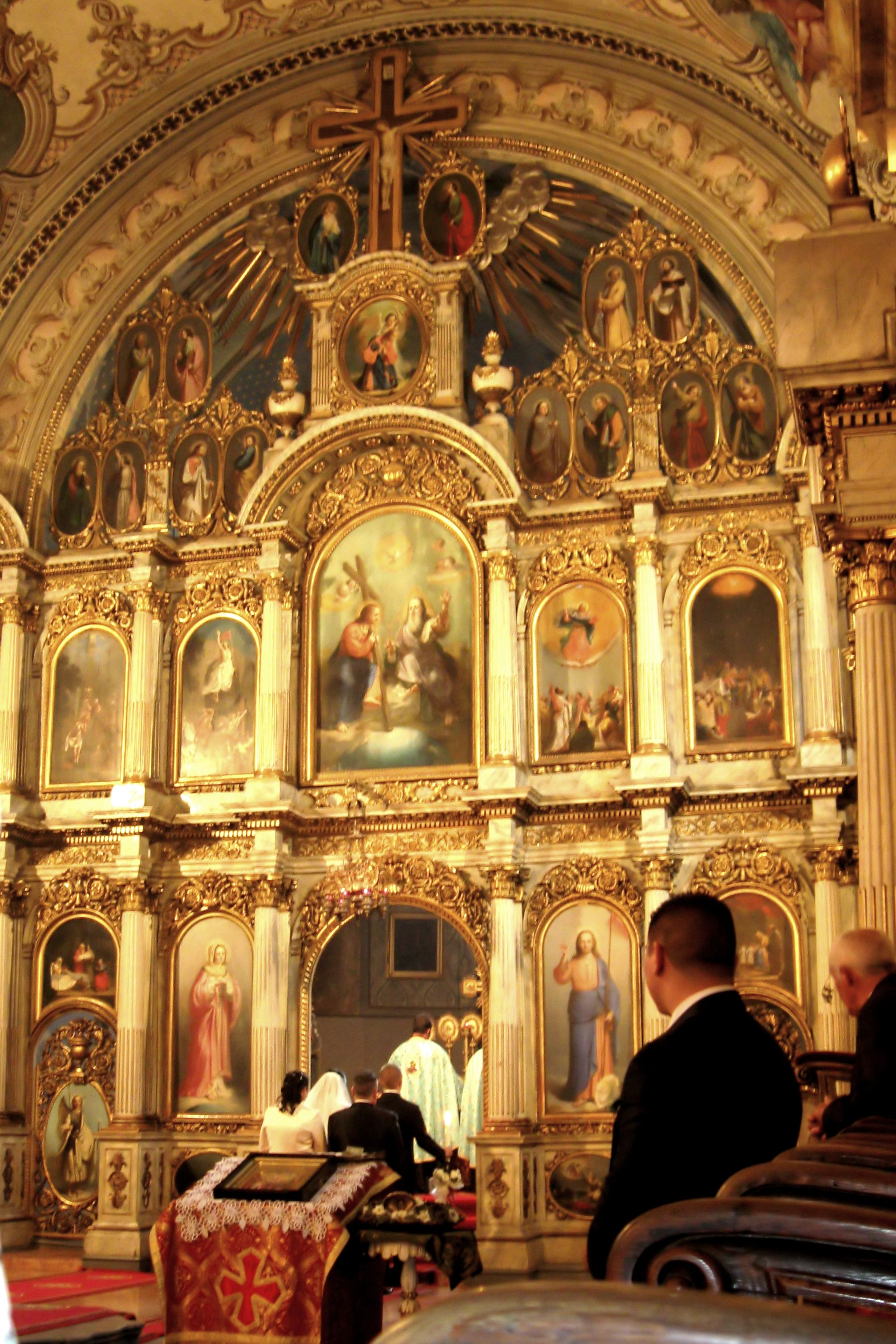
Innenraum der Kathedrale, 2009